# Abhaya Wewa
Abhayavapi (Singalès: අභයවාපි) o generalment Abhaya Wewa (Singalès: අභය වැව) és una reserva d'aigua que va construir el rei Pandukabhaya que va governat a Anuradhapura del 437 aC al 367 aC, després de construir la ciutat. La reserva és coneguda avui popularment com Basawakkulama (Singalès: බසවක්කුලම) que no és el nom original.

## Mida
L'àrea és de 1,235 acres (500 ha; 1.930 milles quadrades); la longitud del Waw Kandiya (Singalès: වැව් කන්ඩිය anglès: embankment) és de 1.801 metres i l'alçada és 7 metres. L'amplada de la part superior de l'embassament és d'entre 1,8 metres a 2,4 metres.

## Propòsit
Construït dins l'antiga Anuradhapura, va subministrar aigua a la població de ciutat.